# جبل بينتانغ
جبل بينتانغ هو جبل على الحدود بين ولايتي قدح وبيراك قي سلسلة جبال بينتانغ، ماليزيا، وتحديداً عند نقطة إلتقاء أربع مناطق: كوليم، بالينغ، لاروت، ماتانغ وسلاما، وهولو بيراك. يبلغ ارتفاع قمته 1,869 متراً ( 6,109 قدم) فوق مستوى سطح البحر، ويُعد أعلى جبل في ولاية قدح. 